# Марчин Мрожински
Марчин Мрожински (на полски: Marcin Mroziński) е полски певец, който представя Полша на Евровизия 2010.

## Биография
Марчин Мрожински е роден на 26 септември 1985 в полския град Иновроцлав. Той става известен в родината си още на 9 години, когато печели национален конкурс за млади таланти. Участвал е в полската версия на Мюзик Айдъл и печели шоуто „Raise your voice“. Взема участие още в шоуто на TVP „Songowanie na ekranie“ и във фестивала Opole.
Мрожински се развива и в театралната област и играе в мюзикъли като „Фантома на Операта“. Той ще бъде вторият мъж-изпълнител, който ще представя Полша след Piasek през 2001 г.